# Wilhelm Mader
Wilhelm Mader (* 12. Juni 1914 in Bieber; † 25. August 1983 in Oldenburg) war ein deutscher Politiker (SPD). Er war von 1965 bis 1978 Abgeordneter im Landtag von Niedersachsen.
Mader besuchte die Volksschule und die Oberrealschule und war danach im väterlichen Handwerksbetrieb tätig. Im Jahr 1934 trat er in die Polizei Preußens ein. Dort war er, bis er 1936 in die Wehrmacht überführt wurde. Nach seiner Entlassung nach Ende des Zweiten Weltkriegs 1945, wurde er wieder bei der Polizei in Oldenburg eingestellt. Seit 1961 gehörte er dem Rat der Stadt Oldenburg an und war Mitglied mehrerer Ratsausschüsse. Seit 1964 war Mader Senator der Stadt Oldenburg. Mader gehörte für vier Wahlperioden dem Landtag von Niedersachsen an. Er zog am 2. März 1965 in die fünfte ein und schied am 20. Juni 1978 aus der achten aus. Mader war von 1974 bis 1978 Vorsitzender des Unterausschusses „Strafvollzug“ des Ausschusses für Rechts- und Verfassungsfragen.
Für seine Verdienste bekam Mader 1973 das Verdienstkreuz Erster Klasse des Verdienstordens der Bundesrepublik Deutschland verliehen.